# La Flamme merveilleuse
La Flamme merveilleuse je francouzský němý film z roku 1903. Režisérem je Georges Méliès (1861–1938), který se inspiroval románem She (1887) od Henryho Ridera Haggarda (1856–1925). Film trvá zhruba 2 minuty.

## Děj
Film zachycuje iluzionistu, jak předvádí své kouzelnické triky na terase domu.